# بال سيرناي
بال سيرناي (21 أكتوبر 1932 - 1 سبتمبر 2013) لاعب كرة قدم مجري ومدرب سابق.

## مسيرته الكروية

### مسيرته كلاعب
ولد سيرناي في بيليس، مملكة المجر. ولعب كرة القدم في أندية في المجر وألمانيا وسويسرا مثل بودابستي بوستات،  سيبيلي فاساس، كارلسروه، لو تشو دي فوندز وشتوتغارت كيكرز.
كما لعب مرتين مع منتخب المجر عام 1955.

### مسيرته كمدرب
بعد اعتزاله كلاعب، أدار سيرناي أندية في ألمانيا وبلجيكا واليونان والبرتغال وتركيا وسويسرا والمجر.
في أوائل التسعينيات، شارك مع المنتخب الوطني الكوري الشمالي. في يونيو 1991، وقع عقدًا لمدة ستة أشهر مع اتحاد كوريا الشمالية لكرة القدم، بصفته مستشارًا تقنيًا. خلال هذه الفترة، فازت كوريا الشمالية على الولايات المتحدة 2-1 في مباراة ودية. بعد إقالة مدرب منتخب كوريا الشمالية في أكتوبر 1993، عُين سيرناي مدرباً لمنتخب كوريا الشمالية. وغادر الفريق إلى قطر للمشاركة في الجولة الأخيرة من التصفيات الآسيوية المؤهلة لكأس العالم 1994. بدأوا بشكل إيجابي، بفوزهم 3-2 على العراق، لكنهم خسروا المباريات الأربع الأخرى، وكانت المباراة الأخيرة خسارة 3-0 أمام منتخب كوريا الجنوبية. على الرغم من إصرار سلطات كوريا الشمالية على استمراره كمدير، عاد سيرناي إلى المجر.

## الوفاة
توفي سيرناي في 1 سبتمبر 2013، بعد صراع طويل مع المرض.